# Malin Danielsson
Eva Malin Lisette Danielsson, född 28 juli 1977 i Martin Luthers församling i Halmstad, är en svensk politiker (liberal). Hon är ordinarie riksdagsledamot sedan 2020, invald för Stockholms kommuns valkrets sedan 2022 (dessförinnan invald för Stockholms läns valkrets 2020–2022).

## Biografi
Danielsson har suttit i Huddinges kommunfullmäktige mellan 2006 och 2022 och var partiets gruppledare 2009–2020. Danielsson var 2015–2020 kommunstyrelsens vice ordförande och kommunalråd med ansvar för samhällsbyggnadsfrågor. Dessförinnan var hon kommunalråd och ordförande i grundskolenämnden mellan 2009 och 2014 och ordförande i kultur- och fritidsnämnden 2007–2009. Hon har även suttit i styrelsen för Storsthlm (tidigare KSL) och sitter sedan 2015 i förbundsstyrelsen för Liberalerna i Stockholms län. 
Danielsson har tidigare varit bland annat kanslichef för Unga Synskadade.

### Riksdagsledamot
Danielsson kandiderade i riksdagsvalet 2018 och utsågs till ny ersättare från och med 9 oktober 2019. Hon utsågs till ny ordinarie riksdagsledamot från och med 1 februari 2020 sedan Maria Arnholm avsagt sig sitt uppdrag.
I riksdagen var Danielsson ledamot i arbetsmarknadsutskottet 2020–2022. Från september 2022 till februari 2025 var hon ordinarie ledamot i konstitutionsutskottet. I februari 2025 valdes hon till vice ordförande i kulturutskottet. Hon är suppleant i EU-nämnden, socialutskottet, konstitutionsutskottet och arbetsmarknadsutskottet.
Danielsson är partiets talesperson i kulturfrågor, funktionsrättsfrågor och seniorfrågor.